# Mono女孩
《mono女孩》是Afro以四格漫畫形式發表的日本漫畫作品，於2017年5月在芳文社旗下的《Manga Time Kirara Miracle!》開始連載。後因該雜誌休刊，於2018年2月改在《Manga Time Kirara Carat》連載。改編電視動畫於2025年4月至6月播放。

## 概要
本作以作者的故鄉山梨縣甲府市為背景，講述某高中電影攝影研究社的日常。標題mono代表「所有事物」。本作與Afro另一知名作品《搖曳露營△》共享世界觀，相關角色與場景也不時客串出現。作者在Twitter上也承认了存在松散的关联。

## 劇情
攝影部社員雨宮紗月因憧憬的牧之原前輩畢業而感到沮喪，所幸在好友霧山杏的鼓勵下決定復興攝影社。然而她網購的二手360度全角攝影機卻遲遲未送到。在調查賣主地址後，發現對方就在學校旁邊的糖果店。兩人在此邂逅糊塗的賣主秋山春乃。作為漫畫家的秋山正在構思新作品的題材，於是要求雨宮和霧山為首的攝影社提供她靈感。在原電影研究社的敷島櫻子加入後，攝影社的活動也逐漸熱鬧起來。

## 角色
雨宮紗月（聲：三川華月）
本作主角。起初對攝影毫無興趣，只因憧憬愛攝影的牧之原前輩才加入攝影社。最早只會使用智慧型手機拍照，拍的也全是牧之原的照片，作品《秋天的前輩》還得到智慧手機攝影銀獎。在牧之原畢業後陷入低潮，所幸在好友霧山杏的鼓勵下振作，並提議將社員短缺的攝影社與面臨同樣問題的電影研究社合併為「電影攝影研究社」，解除廢社危機。
擅長使用智慧手機內建相機與全景相機VITA（映射现实的RICOH THETA）。
霧山杏（聲：古賀葵）
紗月的朋友。與紗月一樣起初對攝影沒有興趣，只因對紗月的愛才努力考上同所學校並一起加入攝影社。開朗樂觀，說話直接，喜歡吃油炸食物。活潑的個性使她容易與孩童打成一片，並擔任社團中的氣氛營造者。
擅長運動，尤其是滑板。使用的相機為150度廣角運動相機Papayacam（映射现实型号可能为松下HX-A1H）。
敷島櫻子（聲：遠野光）
原電影研究社社長，接受紗月的建議與攝影社合併，成為電影攝影研究社第三位社員。面癱，個性沉默寡言，行事果斷，常有驚人之舉。
擅長放風箏，滑板技巧堪比職業級。同时也是个大胃王。
秋山春乃（聲：上田麗奈）
蝸居於糖果店的漫畫家，特徵是眼鏡與白色長髮，兩邊有貓耳狀突起。個性慵懶迷糊，酒品與開車技術都很糟；但其實是個有目標就會全力以赴的人。為了構思以女高中生生活為主題的新作，懇求紗月等人成為她的靈感來源，開始參與電影攝影研究社的活動。
出生於伊勢市。前往東京的出版社遞交稿件，回程路上借住甲府的奶奶家，一住就是4年。
據作者Afro所說，秋山春乃的角色形象與遭遇來自於他作為漫畫家的真實寫照。春乃在本作中创作的漫画，可以视为就是本作。
駒田華子（聲：河瀨茉希）
秋山春乃的老同學，現為Vlog攝影師。喜歡騎摩托車拍攝影片。為了拍攝企劃突襲拜訪春乃，從而與電影攝影研究社結緣。
第5話初登場時她騎的是WR250R/X型機車，但第14話後改為YAMAHA YZF-R1型。
岛田小春（声：沼仓爱美）
春乃的漫画责任编辑，给了春乃不少创作作中漫画的意见。非常能吃。十分担心闪着腰，会有所自觉地去运动和登山。
与《搖曳露營△》同名角色为同一人。在《搖曳露營△》动画出场的制作名单中标记为“友人”，但设定集给出了全名。原作漫画在第2话出现，第20话给出了姓氏，第43话正式登场时确立“春乃的责任编辑”与“岛田”角色关联；在本动画初登場的第2話制作名单中标记为“春乃的责任编辑岛田小姐”，第8話則直接標記為“岛田小春”。作者也表明了兩邊角色為同一人。
玄熊虎代（聲：羊宫妃那）
春乃的好友，特徵是身穿歌德羅莉洋裝、留黑色長直髮。出生於神奈川縣某著名神社，有靈媒體質，可以看見並與鬼魂溝通。貓控，喜歡玩弄春乃的貓耳髮型。
超級成功的恐怖漫畫家，以靈媒神犬「團子」為主角的恐怖喜劇漫畫《狗行黑路必闖鬼》已改編成真人劇場版电影上映。
五十铃铃子（聲：日野麻里）
出道四年的恐怖漫画家，和春乃都由島田擔任责任编辑，並且三人都是三重县的同乡。主要畫农业与恐怖元素相结合的漫画，她的作品不久前進行了動畫改編。
和虎代都是畫恐怖題材的漫畫，兩人對於相關題材相談甚歡。需要有压力才会有创作灵感。有一隻名為史蒂芬（スティ—ブン）的狗。
田島
原電影研究社只露過兩次面的幽靈社員。電影社和攝影社合併後，為了湊人頭而成為電影攝影研究社社員。目前漫画中只透露姓氏。动画版有补充设定，姓名为田岛花子，但并不确定就是樱子原来提到的幽靈社員田岛。
猪俣（聲：天城莎莉）
原電影研究部OG，已经升读大学，實力派演員。與牧之原、櫻子、春乃等人串通，化名為田島，以拍攝偽恐怖紀錄片為契機惡整了紗月一行人。
大将（声：阿保玛丽亚）
秋山家糖果店飼養的白貓，活動範圍涵蓋整個甲府市。作為該市的貓老大而被孩子們稱作「大將」。但也有謠傳牠是因為出生在大正時代（與大將的念法同為）而得名。
在《搖曳露營△》中有客串出現。
豆餡
玄熊虎代飼養的兩歲黑色公貓。與大將勢不兩立，一見面就打架。

## 出版書籍
| 集數 | 芳文社         | 芳文社                 | 東立出版社    | 東立出版社             | 天闻角川      | 天闻角川               |
| 集數 | 發售日期       | ISBN                   | 發售日期      | ISBN                   | 發售日期      | ISBN                   |
| ---- | -------------- | ---------------------- | ------------- | ---------------------- | ------------- | ---------------------- |
| 1    | 2018年10月25日 | ISBN 978-4-8322-4989-9 | 2019年7月8日  | ISBN 978-957-26-3249-9 | 2025年5月22日 | ISBN 978-7-5110-7396-9 |
| 2    | 2021年2月25日  | ISBN 978-4-8322-7256-9 | 2022年9月15日 | ISBN 978-957-26-3250-5 | 2025年5月22日 | ISBN 978-7-5110-7396-9 |
| 3    | 2022年10月27日 | ISBN 978-4-8322-7411-2 | 2024年8月19日 | ISBN 978-626-02-0660-4 |               |                        |
| 4    | 2024年4月25日  | ISBN 978-4-8322-9543-8 | 2025年5月22日 | ISBN 978-626-02-4287-9 |               |                        |
| 5    | 2025年6月26日  | ISBN 978-4-8322-9643-5 |               |                        |               |                        |

## 電視動畫
2024年3月22日宣布电视动画化。於2025年4月播出。

### 製作人員
- 原作：Afro
- 导演：爱敬亮太
- 副导演：诸富直也
- 人物设定、总作画导演：宫原拓也
- 剧本统筹：米内山阳子
- 美术監督：藤井里咲、野村正信
- 色彩导演：小松樱
- CG导演：小川耕平
- 摄影監督：萩原猛夫
- 剪辑：柳圭介
- 音响导演：田中亮
- 音响效果：北方将美
- 音乐：百石元
- 动画制作：SOIGNE
- 出品：Aniplex、芳文社、SOIGNE、每日放送[2]

### 主題曲
片头曲
演唱：电影摄影研究部，作词：，作曲、编曲：石滨翔
片尾曲
演唱：halca，作詞：山崎真吾、halca，作曲、編曲：山崎真吾

### 各话列表
| #01 | mono之旅                                       | 米内山阳子 | 爱敬亮太、诸富直也 | 爱敬亮太、诸富直也、仲神友贵         | Jura、高桥瑞纪                         | 2025年 4月13日 |
| 雨宫纱月在入学时因憧憬摄影中的牧之原学姐（，声：阿保玛丽亚）而加入了摄影部，当学姐毕业后，纱月对于摄影部的未来感到沮丧。跟随着纱月的雾山杏不忍心她颓废下去，建议她振作起来，两人都买自己的摄像设备重新开始活动。纱月的全景摄像机卖家没有发货，杏发现卖家同她们都在甲府市，于是上门对峙，因此结识了漫画家秋山春乃。拿到摄像机后，纱月和杏试用了摄像机，春乃观察着她们，发现她们可以作为她的新漫画素材。过些天后，春乃邀请她们两人活动来积累创作素材，三人前往山梨县科学馆，拍摄了一段延时摄影，记录了这座城市的景象。拍摄出来的延时摄影作品给她们留下了深刻的印象，这促使皋月用她的新设备拍摄更多照片。 |                                                |            |                    |                                      |                                        |                |
| #02 | Making・of・空拍！！                           | 米内山阳子 | 蓝崎灯             | 蓝崎灯                               |                                        | 4月20日        |
| #02 | 尋找同學三千里～重機部落格Part12～             | 米内山阳子 | 蓝崎灯             | 蓝崎灯                               |                                        | 4月20日        |
| 纱月和杏从老师那得知摄影部因人数不够而被废部，同样地也得知电影部也因相同原因废部。纱月和杏联系电影部现存部长敷岛樱子，樱子很爽快地答应，并和她们进行了用风筝带着摄像机拍摄的活动。期间樱子回忆起电影部以前和前辈的活动，最终樱子主动将电影部和摄影部合并，并改名为电影摄影部（シネフォト部）。 春乃的高中好友驹田华子突然来拜访，春乃正在构思新的漫画素材。两人聊起了各自的事业，华子说骑摩托车的自由和探索新地方的机会让她深受启发，于是她开始从事摩托车视频博客的工作。之后两人一起开着摩托车在山梨县四处游玩，在经历这段美好的旅程，春乃有了使用这段旅程作为漫画创作的灵感。 |                                                |            |                    |                                      |                                        |                |
| #03 | 動畫化前夕！！地獄的子彈聖地巡禮集章拉力賽！！ | 吉冈南都   | 上原史之           | 上原史之、仓富康平、村川直哉         | 上原史之、佐藤弘明、五藤有树、今冈律之 | 4月27日        |
| 春乃的责任编辑来电，希望春乃为接下来即将动画化改编的漫画前往相应取景地进行拍摄巡游，于是和纱月、杏、樱子开始两天紧凑的行程。期间在环本栖湖的旅途中，众人拍摄了众多地标建筑，在南阿尔卑斯山，被夜晚恐怖的气氛吓得逃之夭夭。稍事休息后，又前往长野各地参观，登上了筑摩山地的鉢伏山峰，被眼前的美景所震撼，最后前往了雾峰山短暂停留后，对此次旅行感到满意，便启程回家了。 本篇可以视为与《摇曳露营》的联动剧情，所有景点均为《摇曳露营》出现过的场景，《摇曳露营》的五名主角均有出现。 |                                                |            |                    |                                      |                                        |                |
| #04 | 療癒系漫畫家酒廠巡禮篇-重機部落格Part13        |            | 贞元北斗           | 贞元北斗                             | 贞元北斗、                             | 5月4日         |
| #04 | 吃饱饱摄影拉力赛～吃到撑中樞神经完全破坏～     |            | 贞元北斗           | 贞元北斗                             | 贞元北斗、                             | 5月4日         |
| 华子邀请春乃去甲府市寻找她喜欢的葡萄酒，于是和电影摄影部的三人一起去参观了一家葡萄酒旅游设施。众人在设施中游玩，春乃代替华子品尝酒厂的葡萄酒，三人则享受了设施的温泉，最终春乃喝得醉醺醺的，三人也泡晕了。华子将众人带回家后，却发现甲府市的超市很容易就买到她喜欢的葡萄酒。 暑假开始后，春乃邀请电影摄影部的三人去参加甲府市的美食摄影盖章拉力赛，在比赛中得知，她们需要吃掉很大分量的食物才能完赛，樱子显露出大胃王特质，处理了大部分的食物，但仍然力不从身，纱月于心不忍也尽力消耗掉不少食物，三人尽管拼尽全力完成比赛，但最终还是输掉了比赛。三人之后不得不拒绝掉春乃推荐的另一个美食摄影盖章拉力赛。 本话同样存在与《摇曳露营》的角色联动：第一部分春乃喝醉时遇到了同样喝醉的鸟羽美波；第二部分比赛第一名就是各务原家三人（抚子、樱、修一朗）。 |                                                |            |                    |                                      |                                        |                |
| #05 | ～生火腿山梨物语～                             | 吉冈南都   | 诸富直也           | 诸富直也                             | 诸富直也、夏木洋                       | 5月11日        |
| #05 | 灵异地点附身事件                               | 吉冈南都   | 诸富直也           | 诸富直也                             | 诸富直也、夏木洋                       | 5月11日        |
| 春乃和华子、电影摄影部的三人一起去八岳山和北杜市清里地区附近购买风干火腿，顺便游览观光。春乃不断地买了很多火腿而被华子和杏嘲讽，令她十分恼火。直到旅程结束时，春乃清点账单才对高昂的价格而震惊。 应华子的要求，杏用她的运动摄像机记录了春乃平时创作的录像，在回放录像时，发现视频中出现了一只鬼魂。春乃联系她的同行好友玄熊虎代来调查这件灵异事件。虎代说这只鬼魂可能是她们去南阿尔卑斯山旅行时带回来的，她带着春乃回到南阿尔卑斯山来将鬼魂送回原处。春乃按照虎代的要求，坐车穿过山中隧道，祈求鬼魂能留在这里。但来回穿越隧道后，虎代表示鬼魂再一次被缠上，让春乃再穿越山中一次并绕远路回家，令春乃非常沮丧。 |                                                |            |                    |                                      |                                        |                |
| #06 | 在山梨激情拍出完美的丸石道祖神！               | 米内山阳子 | 武井谅             | 武井谅                               | 佐藤弘明                               | 5月18日        |
| #06 | 在山梨吃咖喱                                   | 米内山阳子 | 武井谅             | 武井谅                               | 佐藤弘明                               | 5月18日        |
| 春乃提议和电影摄影部的众人提议参加寻找最圆的圆石道祖神石雕赢得旅游的活动。她们四处寻找和拍照，苦于找不到最符合要求的石雕，只差一点点就能符合。最后春乃从奶奶得知，说自家后院也有一尊这样的道祖神石雕，于是拍了下来，获得了第二名。之後主辦方寄來了奬品——另一座圆石道祖神石雕。 在一天工作時，春乃突然想吃咖喱，春乃帶着華子和杏一起去她最喜歡的咖喱店，但到現場時發現店鋪關門休息了，於是三人瘋狂地四處尋找其他選擇，但全都是已關門休息、售罄、因為其他活動而當天不賣的。最後只能選擇了去便利店吃咖喱，春乃的願望得到滿足。 |                                                |            |                    |                                      |                                        |                |
| #07 | 第一次動畫化                                   | 米内山阳子 | 仲神友贵           | 仲神友贵                             | 髙橋瑞紀                               | 5月25日        |
| #07 | 漫畫家集結！身延步行者                         | 米内山阳子 | 仲神友贵           | 仲神友贵                             | 髙橋瑞紀                               | 5月25日        |
| 春乃与漫畫同行虎代和铃子进行网络视频聊天，庆祝铃子的漫画动画化，并且相互交流漫画创作背后的故事，虎代还分享了她的漫画改编成动画后充满不幸和诅咒的轶事，这让春乃和铃子感到不安。 为了给铃子释放创作压力的紧张感，三人和责任编辑岛田一起参加在身延举行的丼飯盖章拉力赛。四人一边在镇上吃着各种迷你丼飯，一边讨论他们的工作以及如何避开厄运。完成盖章拉力赛后，他们开始攀登身延山并领取奖品。岛田随后背痛难忍，不得不在春乃和铃子的注视下由虎代护送到医院。 |                                                |            |                    |                                      |                                        |                |
| #08 | 考試會出的長野・富山之旅 第1夜                 | 吉冈南都   | 牧野秀则           | 牧野秀则                             | 西原大樹                               | 6月1日         |
| 春乃打算暑假結束前和电影摄影部三人一起在长野和富山进行为期三天的旅行。杏乘机和樱子一起用运动相机在乘鞍岳练习滑板运动和拍照。期间她们遇到了为恐怖漫画做研究的玄熊，她们一起去了椹湖，并被她们对这个地方的恐怖设想吓坏了。之后，她们去了乘鞍岳参观当地的风景；杏和樱子与纱月和春乃分开，从山上开始进行滑板速降的拍摄，然而她们发现，杏等两人去了纱月等两人相反的下山方向，变成分道扬镳了。 |                                                |            |                    |                                      |                                        |                |
| #09 | 考試會出的長野・富山之旅 第2夜                 | 吉冈南都   | 北村将             | 北村将                               | 栗原裕明                               | 6月8日         |
| 华子由于睡晚了，直到中午才开始骑摩托赶往春乃等人的露营地上高地，一路上经历道路的高温煎熬和车胎刺穿（得到了新城肇的帮助，修补了车胎——作为《摇曳露营》的联动部分），最终赶到了露营地。华子来到露营地时，发现春乃等人懒闲了大半天没有到处游览过。期间晚上准备就餐才发现店铺很早就关门了，只能简单地吃点带来的食物，泡澡后晚上扎营过夜。之后，她们去了黑部水壩，看了关于水坝建设的纪录片后，众人感动得落泪不止，令纱月困惑不已。接着去了白馬村跳台滑雪场，被那里的高耸所震撼。 |                                                |            |                    |                                      |                                        |                |
| #10 | 考試會出的長野・富山之旅 第3夜                 |            | 五藤有樹、藍崎灯   | 坂口蒼星、今岡蕎麦、街角之恋         |                                        | 6月15日        |
| 在前往戶隱神社的途中，眾人停下來參觀了一處路中間的據稱有灵异特质的树桩，玄熊虎代突然出现，解释了树桩的来历，并警告他们有奇怪的现象后突然消失，春乃向玄熊发消息，得知她一整天都在家没出过门，吓得众人惊恐。在到达戶隱神社后，眾人进行了制作荞麦面的活动。三天的旅程最终以参观一座忍者博物馆作结。旅程后，华子与电影摄影研究社和春乃分离，在假期的末尾，电影摄影研究社三人在完成作业，春乃继续漫画创作，华子则去到了北海道继续旅程。 |                                                |            |                    |                                      |                                        |                |
| #11 | 山梨刨冰地圖全攻略                             | 米内山陽子 |                    |                                      | 木村圭之介、五藤有樹                   | 6月22日        |
| 电影摄影研究社三人在思考假期剩餘时间怎樣度過時，杏提议去山梨县进行为期两天的刨冰之旅，品尝那里的刨冰店。纱月和樱子同意了，于是三人冒着酷暑前往刨冰店。电影摄影研究社成员一边品尝不同类型的刨冰，一边回顾暑假。美食之旅结束后，纱月提议去俯瞰韮崎市的观景台并拍摄延时摄影。之后还提议拍摄一部短片，为假期作结，杏和樱子表示同意。 |                                                |            |                    |                                      |                                        |                |
| #12 | 來拍POV恐怖片怎麼樣？                          | 米内山陽子 | 山本裕介           | 爱敬亮太、仓富康平、武井諒、村川直哉 | 、诸富直也、宫原拓也                   | 6月29日        |
| 电影摄影研究社三人打算在深城水坝拍摄一部伪恐怖纪录片，樱子请来了幽灵社员田岛来协助。拍摄期间，田岛突然着魔般逃离现场，并发出巨大的落水声，之后又向拍摄众人打电话表示没事。但事后一周，由于关于田岛的消息都消失了，甚至找到的田岛和她们遇到的并不像，纱月和杏感到不安。这时樱子打开了一个视频会议并播出了一段幕后视频，显示“田岛”正常离开的情况，这才暴露了这是樱子等人作弄纱月和杏的恶作剧，实际上“田岛”是樱子让原电影研究社学姐猪俣冒充的。猪俣也介绍了牧之原学姐也有参与这次恶作剧，并聊起现在电影摄影研究社的活动。纱月向牧之原学姐表示享受现在部社的活动，并表示希望继续从事摄影活动。 |                                                |            |                    |                                      |                                        |                |

### BD / DVD
| 卷数 | 发售日期           | 收录话数 | 规格编号      | 规格编号      |
| 卷数 | 发售日期           | 收录话数 | BD            | DVD           |
| ---- | ------------------ | -------- | ------------- | ------------- |
| 1    | 2025年7月2日       | #01–#02  | ANZX-17511/2  | ANZD-17511/2  |
| 2    | 2025年8月6日       | #03–#04  | ANZX-17513/4  | ANZB-17513/4  |
| 3    | 2025年9月3日预定   | #05–#06  | ANZX-17515/6  | ANZB-17515/6  |
| 4    | 2025年10月8日预定  | #07–#08  | ANZX-17517/8  | ANZB-17517/8  |
| 5    | 2025年11月12日预定 | #09–#10  | ANZX-17519/20 | ANZB-17519/20 |
| 6    | 2025年12月3日预定  | #11–#12  | ANZX-17521/2  | ANZB-17521/2  |

## 脚注